# Ním-fa

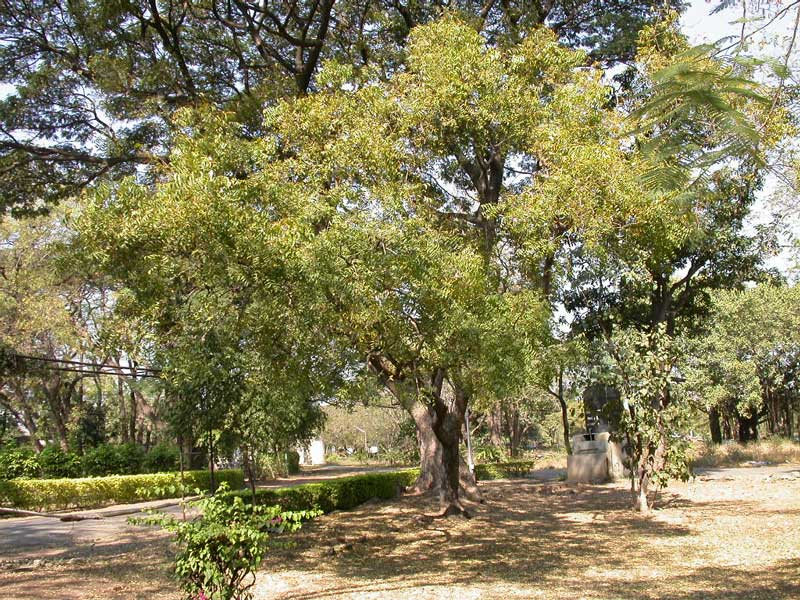
Ním-fa

A ním-fa vagy nim-fa (Azadirachta indica) a mahagónifélék (Meliaceae) családjába tartozó fás szárú növényfaj, mely sokoldalú haszonnövény, gyógynövényként és ipari növényként (a kozmetikai iparban, a növényvédelemben és a faiparban) is felhasználható. Az angol nyelvből átvett névalakok nyomán neem-fa vagy margosa néven is ismert a magyar nyelvben. Gyors növekedésű, 15–30 m magas örökzöld. Indiában és Dél-Ázsiában őshonos, a mahagóni-félék családjába tartozik.
A ním-fa korábbi tudományos neve a Melia azadirachta, ami nagyon hasonlít a vele közeli rokon, de tőle különböző növényfaj, a miatyánkcserje tudományos nevére, a Melia azedarach-ra.

## Elterjedése
Valószínűleg az Indiai szubkontinensen és Dél-Ázsia száraz területein őshonos. Később betelepítették Afrika egyes részeire, a Karib-térségbe, továbbá Dél- és Közép-Amerika számos országába.

## Jellemzői
Gyors növekedésű, többnyire közepes termetű, 12−15 m magas fa, de elérheti akár 30 méter magasságot is. Lombkoronája sűrű, többnyire lekerekített. Kérge vastag barázdákkal tagolt: a kéregbordák sötétszürke színűek, a közöttük levő mélyedések vörösbarnák. Levelei 20–37 cm hosszúak, rövid nyelűek, összetettek; egy levelet 4−7 pár levélke alkot, a levélkék kihegyesedő végűek, szélük durván fogazott. S habár alapvetően örökzöld, nagyobb szárazság, aszály idején leveleit lehullatja. A kis méretű, legfeljebb 0,5 cm-es, illatos, fehér-krémfehér szirmú virágai kétivarúak vagy hímivarúak, s a levelek hónaljából fejlődő nagy, összetett füzérvirágzatokban csoportosulnak. A virágoknak 5 csésze- és 5 sziromlevelük van, porzóik egymással összeforrva egyetlen porzócsövet alkotnak. Termései 1-2 centiméteres, sima felületű, eleinte zöld, éretten sárga színű, tojásdad alakú csonthéjas termések. Az érett termés húsa édes, és 1-2 mag található benne.
Általában magról nő, de dugványról és gyökérsarjról is szaporítható. Szívós és ellenálló növény, a tápanyagban szegény, köves talajokon fejlődik jól. Számos környezeti hatást elvisel, de a fagyot vagy a vizenyős talajokat nem bírja.

## Felhasználása
A növény szinte minden része hasznosítható.

### Gyógynövény és a kozmetikai ipar alapanyaga
A  neem-fa nagyon értékes gyógynövény, az indiai népi és ájurvédikus gyógyításban évszázadok óta sokoldalúan használják szinte valamennyi részét. A hinduk nagy tiszteletben tartják, szent faként tisztelik, feltehetően a sokoldalú gyógyászati felhasználása miatt: a ním-fa legalább egy-egy példánya szinte minden kis faluban megtalálható. Drogként manapság kérge (Azadirachtae indicae cortex), levele (Azadirachtae indicae folium) és magja (Azadirachtae indicae semen) szolgál; magjából nyerik a nímolajat és a nímgyantát.
Az olaj a bőrfelszínre juttatva kifejezett rovar- és atkariasztó (repellenes) és rovarölő hatással rendelkezik.
Fő alkalodija az azadirachtin. Ezt koncentrált formában a biogazdaságokban használják, természetes eredetű növényvédő szerként a gombás fertőzések ellen. Hatékonysága mellett nagy előnye az emberrel szembeni alacsony toxicitás. Hatóanyagai diterpén abietanszármazékok és triterpenoidok (azadirachtin, nimbolid, nimbidinsav, azadiron, nimbin). Felhasználják féregűző szerként, fertőzés elleni szerként, parazita elleni szerként, maláriaellenes szerként, lázcsillapítóként és rovarölő szerként.
A neem fa magjából préselt olaj (neem olaj) gyógyászati és kozmetikai felhasználása főleg antibakteriális és antifungális (baktérium- és gombaölő (fungicid)) tulajdonságain alapul. Kedvelt hatóanyag samponokban korpásodás kezelésére, valamint szappanokban és krémekben/kenőcsökben pattanás (akne), pikkelysömör, szeborrhoeás dermatitisz, pszoriázis, valamint gombás bőrfertőzések („atlétaláb”) / lábgomba kezelésére. Egyes fogkrémek és szájvizek összetevői között – különösen Indiában – ugyancsak megtalálható, vidéken a kisebb indiai településeken pedig fiatal vesszőit alaposabb megmunkálás nélkül fogkefeként használják, vagy egyszerűen csak rágják fogtisztítás és leheletfrissítés céljából. Leveleit régóta használják cukorbetegség kezelésére, és klinikai vizsgálatok eredményei is azt sejtetik, hogy a növény segíthet a vércukorszint szabályozásában. Olajának, kérgének vagy leveleinek használata terhes nők számára nem javallott, mivel vetélést okozhat.
A nímolajat és a nímgyantát leprás, AIDS-es, daganatos betegek, különféle bőrbetegségben szenvedők kezelésekor is használják; ezen kívül alkalmazzák őket méregtelenítéskor és hajápoláskor is. Kérgének, gyökerének és levelének lázcsillapító, élénkítő hatása van.

### Növényvédő szer
A nímolaj közvetlenül is felhasználható rovar- és atkariasztó, rovarölő és gombaölő szer, de a kereskedelemben kapható számos peszticidnek (poroknak, granulátumoknak és koncentrátumoknak) az alapanyagai között is megtalálható. Rovarirtó hatását elsősorban a benne előforduló azadirachtin nevű vegyület okozza, ami a rovarok vedlésében közreműködő hormonokat hatástalanítja, ezzel akadályozza, hogy a lárvák kifejlett rovarokká fejlődjenek, továbbá gátolja a rovarok táplálkozását is. A nímolaj képes elpusztítani a vele érintkező lágy testű rovarokat, csökkenti párzási és szaporodási kedvüket, termékenységüket. Gombaölő szerként a nímolajat a növényvédelemben a rozsdabetegség, a feketefoltosság, a penészedés, a varasodás, a fenésedés (antraknózis) és az elhalás, rothadás ellen használják. Mivel ultraibolya sugárzás hatására a nímolaj gyorsan elveszíti hatását, gyakran szükséges ismételni a kezelést. A ním-fából készült peszticidek használata a biogazdálkodásban elterjedt, mivel mérgező hatása az emlősökre gyenge.
Leveleiből erős hatású rovarölő és féregűző szer készíthető.

### Faanyag
Vörösbarna fáját építő- és bútoralapanyagként használják, de a hinduk istenszobrokat is faragnak belőle.

### Tápláléknövény
A ním-fa törzsében – ahogyan a Meliaceae növénycsalád több fafajának törzsében is – tejnedv található: a ním-fa színtelen tejnedvét üdítőként isszák. A fa lombja állattakarmányként is hasznosítható.